# Treasury Tower
La Treasury Tower est un gratte-ciel de 279 mètres en construction à Jakarta en Indonésie. Son achèvement est prévu pour 2018. Elle appartient au complexe District 8 @ Senopati.